# ヴァイマル共和国期における青年運動

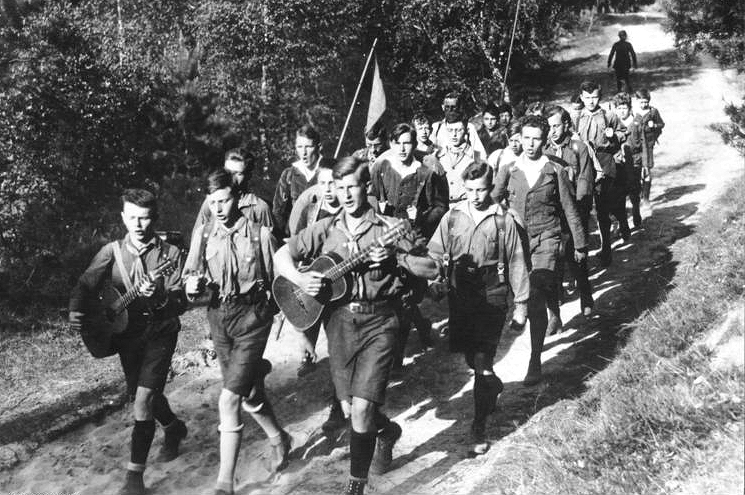
青年団体によるヴァンダーフォーゲルの活動 （1930年）

第一次世界大戦後の1920年代、ヴァイマル共和制下のドイツでは青年運動が広く展開していた。それらはヴェルサイユ体制に対する反発、義勇軍運動、極右団体との連帯、新ナショナリズム思想である保守革命といった当時の時代精神に基づくナショナリズムに裏打ちされた運動だった。
世界大戦の敗北、ドイツ革命と関連して生じた一連の政治的経過は、ドイツ青年ナショナリズムの理念発展に本質的な作用を及ぼした。

## 世界大戦後の青年運動
ヴァイマルの1920年代は青年運動の隆盛期であり、「青年の国 (Jugendreich)」を夢見る青年の理念が大々的に流行する時代であった。トーマス・マンによれば青年の思想を知っているのはドイツ人だけとされた。宗教改革は彼らの若さからくる未熟さや狂暴性からうまれたものであり、青年期にありがちな存在 (sein) と当為 (sollen) のギャップに悩まされる現象はすぐれてドイツ的だと考える。
1927年に「シル義勇団」を結成したラスも
| 「 | 恐らく如何なる他の民族においても我々がドイツで若さと呼びならわしているものに見あうものは存在しない。確かにそこでは組織された若者はいるが、若さは存在しない | 」 |

と、ドイツ青年運動の独自性を強調している。この発言は大分ナショナリズムの文脈のものであるが、しかしこのことを差し引いてもアナーキスティックで新しい実験意欲に燃えるヴァイマルが戦後における青春理念の流行、青年運動の総開花に恰好の場を提供したのは間違いない。

## 前史
ビスマルクの近代化が外的繁栄の陰に潜む内的魂の貧困化の問題をもたらしたとき、いち早くこれを感じ取って19世紀市民文化を否定する反近代運動の尖兵の役割を果たしたのは青年運動である。そのなかで代表的なものがヴァンダーフォーゲルだった。
ヴァンダーフォーゲルは、他の運動の独自の展開を許さない固い組織力を持つカトリックの南部ではなく、主として北部における組織力が弱く、近代化に伴う孤独にさいなまれやすいプロテスタント系の都市の市民階級を発生基盤とする現象であり、その心情は資本主義に反対でありながら同時にプロレタリアートのマルクス主義にも馴染めないいわゆる「中産階級的ソーシャリズム」であり、この意味でその運動は市民階級出身者自身による市民文化の否定として「社会的共食い」の性格をもつものであった。

## ヴァンダーフォーゲル
この運動は19世紀末、ヘルマン・ホフマン (Hermann Hoffmann) というギムナジウムで速記術のクラブを作っていた若い学生が数人の仲間と語らって自然地帯を逍遙したのが始まりとされるが、ホフマンの意志を継いで実際にこれをワンダーフォーゲルとして組織的に展開していったのは、同じ速記会のメンバーでホフマンの右腕として働いていたカール・フィッシャー (Karl Fischer) である。土地測量技師を父にもつベルリン生まれのフィッシャーは、第一次世界大戦中は青島で日本軍の捕虜になっていたこともあり、後にナチ時代には青年運動の功労者としてナチの送金を受けている。
リーダーとして後輩に対して専制君主の如く振る舞った「小ヒトラー」のフィッシャーはホフマンによれば、ヒトラーと同じく決して笑いを見せたことがなくスパルタ的鍛練を重んじ自分の強靭さを示すためにタバコの火を自分の腕に押し付けるほどの男で、シュテークリッツの人々は彼を「狂ったフィッシャー」と呼ぶほどだったという。年下の者は手を挙げた「ハイル」の挨拶で彼を迎えた。
彼の過激な方式に堪えかねて後に彼らから独立して別の軟派のヴァンダーフォーゲルを結成したコーパレはフィッシャーのことを次のように批評している。
| 「 | 元々、彼は自然の友と呼ばれるものではなかった。彼は決して一人で旅に出たことはなく、いつも年下の連中と連れ立って旅に出た いわんや同年輩や同格の者と連れ立って旅に出るようなことはなく、彼の旅は下の者の指導者 (フューラー)としてだった | 」 |

このようなフィッシャーのフューラーとしての彼の姿勢や、享楽性を否定するつきつめた禁欲的姿勢は後のヴァイマル時代における青年運動の特質を示している。しかし、硬派軟派の区別を問わず資本主義産業社会、機械文明、ブルジョアの因習と道徳に対する反発から都会を離れて各地を逍遙するこれら若者たちはギターを肩に掛け、半ズボンをはきリュックサックを手にして森や田園を民謡を歌いながらさまよい歩き、乾草や納屋で夜をあかした。彼らが夜に焚くかがり火は彼らにとって神聖なものであり、火をつけるものは団体の中の上位の者や彼らに委任された者に限られていた。炎が造り出す光と闇の明暗は彼らにとって、自分たちの光の世界と両親や学校の闇黒の世界との対立を意味していた。めらめら燃える炎は彼らの運動そのものを意味していた。
彼らの心情の根底にあったものは、市民社会の偽善的生活に対する本能的反発であり、人為性に対する自然の力説であり、市民社会に忠誠を誓っている国家、教会、教授の権威やパトリアーカルな父親の権威に対する反発であり、知性に対する情緒や内的魂の賛美であり、科学文明によって切断された主客の融合を求めヴァイタルな生を求めて自然の懐に復帰しようとするプリミティヴィズムと宇宙への一体感であり産業革命によって踏みにじられた素朴な民謡への郷愁であり、虚飾を取り去った生活の簡素化であり、学校生活で味わわされる上から押し付けられた指導者の下や近代の打算的なゲゼルシャフトの世界では体験されるべくもない、信頼するリーダーの下でお互いに気さくに「君 (du)」で呼びあえるゲマインシャフトリッヒな友愛に満ちた同志 (Bund) の精神である。
| 「 | ブントは我らの国、青年の国、未来の国家に対する我らの指針 | 」 |

と彼らが高らかに歌ったこのブントは、何らかの目的を追求する結社ではなくはっきりとしたイデオロギーを追求するという意味での世界観組織でもなく自然の交流体であり、「人々が心の支えを得るべきはっきりとした術を見出だした場所」であった。

## 政党の青年団

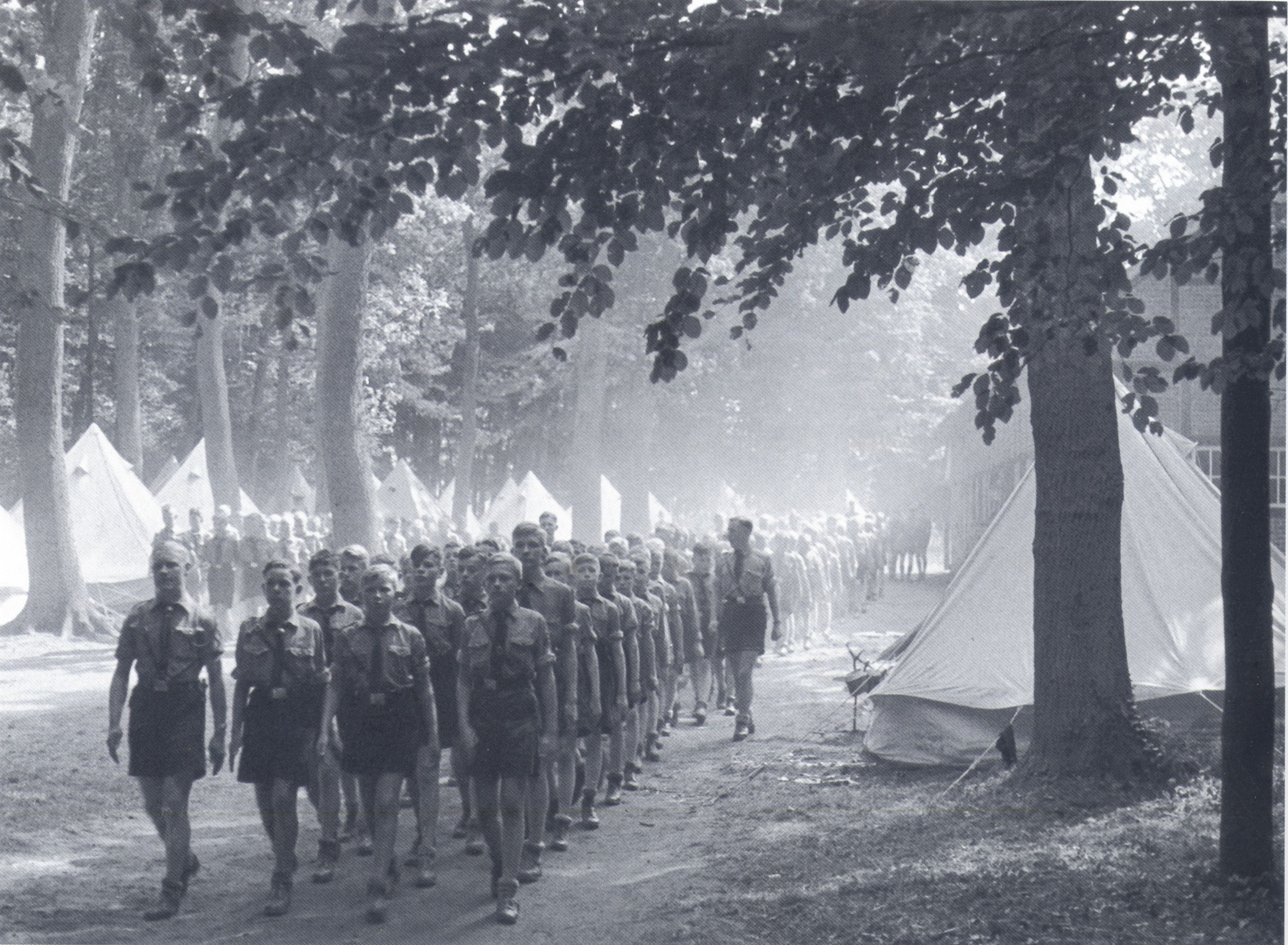
行進するヒトラー青年団 (1933年)

行動意欲に駆られる青年層は大戦後、各派の政党にとってその勢力をのばす大きな足掛かりとなった。
戦後の諸政党は時代精神を体現する青年の組織づくりに熱を入れていた。
1918年にはDNVP (ドイツ国家人民党) が「ビスマルク青年団 (Bismarckjugend)」を組織、1919年にはKPD (ドイツ共産党) が「ドイツ共産青年同盟 (Kommunistischer Jugendverband Deutschlands)」、SPD (ドイツ社会民主党) は「社会主義労働者青年団 (Sozialistische Arbeiter-Jugend)」を結成し、1920年にはZ (中央党) は「ヴィントホルスト団（Windthorstbund)」をその勢力下におき、DVP(ドイツ人民党)は「ヒンデンブルク青年団 (Hindenburgjugend)」を自党の青年組織にし、1922年にナチは「青年同志団 (Jugendbund)」、更に1926年には「ヒトラー青年団 (Hitlerjugend)」を創設して青年層に訴えている。

## ブント青年団
このような政党直属の青年組織や各宗教団体の青年組織や青年スポーツ諸団体の他に「ブント青年団 (Bündische Jugend)」と一括して呼ばれる各種多様な青年団体が存在していた。これらは、青年運動の純粋性と独立性を保とうとして特定の政党やイデオロギーにコミットせず、特定の政党によってそのブントの自律性を奪われることに反対する団体であった。しかし、この「ブント青年団」もまた政治意識に目覚め、なにがしの政治的行動性を帯びてくるのが戦後青年運動のひとつの大きな特徴である。戦前の青年運動はその反近代的姿勢にもかかわらず、戦後のそれに比べれば概して非政治色が強く、美的耽美主義に流されやすく資本主義産業社会からの個人的逃避の姿勢が強かった。
1927年、フリードリヒ・シュミット (Friedrich Schmidt) は「アルタマーネン運動 (Artamanen)」の政治意識の目覚めについて語っている。
| 「 | 「政治を我々は否定する」とは、青年運動の古いスローガンであるが、最も曲解された最も笑うべきスローガンだ。 政治は民族の食糧基盤、その生存の可能性をめぐる闘争だ。悪しき政治をおこなったことが何を意味するか、我々は日々膚身にかんじている。我々アルタマーネンは、我々の生存の可能性をめぐる闘争を展開する。それ故我々は政治的であり、我々は政治をおこなう。 | 」 |

戦前の青年運動はただ自然の美しさだけを観照することに終わった。これに反して戦後のそれは、その社会的無責任さを自己批判して社会的責任感に目覚め、自己を国民の関連の中に位置付け耽美派から社会派に転向しようとする姿勢を示す。
戦後におけるヴァンダーフォーゲルの再建について、そのブント指導者エルンスト・ブスケ (Ernst Buske) は1919年8月における大会で宣言する
| 「 | 我々はぬるま湯と臆病な放棄から、大衆と野次馬から、皮相なものと外的なものから、空虚なドグマと死んだ理論から抜け出さねばならぬ。 我々は社会的人格へ、深さと本質へ、真の生活へ戻らなければならぬ！ 我々は全体的人間と化し、かくして自己鍛練と責任感おいて国民的連関の一員たることを目指さねばならぬ。そして、自然が単にその美しさにおいて我々を喜ばすべきものたるにとどまらず、醜いものや荒廃したものにも我々は目を閉ざさないようにしよう。 | 」 |

## 戦闘性
世界大戦は青年達のロマンティシズムやリリシズムを容赦のない砲火のもとにさらした。多くの若者が戦場の花と散った血生臭い戦闘を潜り抜けてきた戦後青年の生活心情は、ロマンティシズムやリリシズムから冷たい即物的なリアリズムに変貌していた。センチメンタリズムを否定する即物精神は戦後青年運動の戦闘性と無関係ではない。ヴァイマル時代、多くの青年団体の間では戦闘訓練が実施されていた。

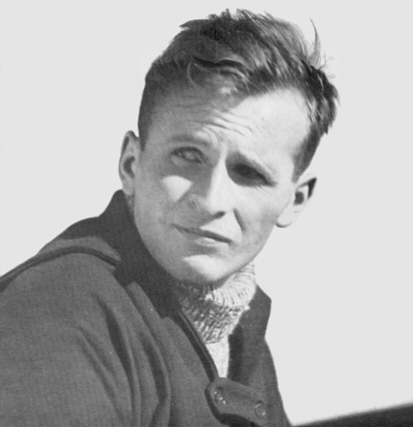
ドイツ義勇団指導者 トゥスク

1929年11月1日「11月1日ドイツ青年団 (Deutsche Jugenschaft vom 1.11.1929 略称-D.J1.11)」を結成して「ドイツ義勇団 (Deutsche Frei-schar)」の主流派に反逆したトゥスク (Tusk) (本名はエーバーハルト・ケェーベル (Eberhard Koebel) はその青年運動史の中でも異彩を放った存在である。
コーテと呼ばれる新しい形のテントを持ち込んで青年運動の中に普及させ、自分でデザインした軍隊調の青ジャケットを着込みオートバイでドイツ全土を走りまわって仲間をかき集めるトゥスクは、すでに青年運動家達の間で神話になっていた。武士の腹切りに共鳴する彼の団体は兵営に変じていた。
「青年ドイツ騎士団 (Jungdeutscher Orden)」も1929年、青年と旧前線兵士との協力を歌った
「今日ドイツには一つの大きなブント運動が存在し、それは前線兵士と青年からなりその努力は民族と国家の再新に向けられる」
戦争体験を青年運動のなかにそのまま直線的な形で持ち込もうとするブントもあった。1924年に創設されたゲルハルト・ロスバッハ退役中尉の「シル青年団 (SchillJugend)」は
| 「 | 青年運動においてもゆき過ぎたロマンティシズムを葬れ。 ブントの精神はただ勝利するであろう。 ー 前線の精神において | 」 |

という精神に立脚するブントであった。
ロスバッハから別れたラスの「シル義勇団」も鉄兜をシルクハットに優先させることをモットーに、青年達に学課や労働奉仕のほかに、民族闘争の歌を歌わせ彼らに歩兵操典に即した軍事訓練を強制したブントである。「シル義勇団」の制服は1933年のはじめ、「ヒトラー青年団」との混同を避けるため灰色のシャツに変えるまでは褐色のシャツ、褐色の半ズボン、褐色のベレー帽、それにラスの花押を施した黒い腕章をつけていた。
ラスによれば、ブントの目的は、「前線兵士の不屈さと献身を青年運動の形成力や深遠さと結びつける」ことにあり、プロイセン精神に基づいて不屈さや奉仕や犠牲の精神を培い「たくましくて、健康、兵士のような犠牲的で奉仕的な若者、要約すれば偉丈夫」を養成することにあった。
旧戦線兵士と青年団体が合流する傾向と共に、戦時中塹壕のゲマインシャフトを体験しすべての人間が平等の形で欠乏に堪え乏しきをわかちあった「戦時ソーシャリズム (Kriegs-sozialismus)」の生活感情がそのままブントのなかに再生されることとなった。
若者たちはブントのゲマインシャフトのなかで兄弟愛や金銭悪の感覚を培った。トルストイやブレヒトの「まず飯が先決で道徳は二の次」の思想が、若者たちの社会的正義感に訴え、当時誰もがブレヒトの「三文オペラ」のメロディをハミングしていたという。

## 社会奉仕

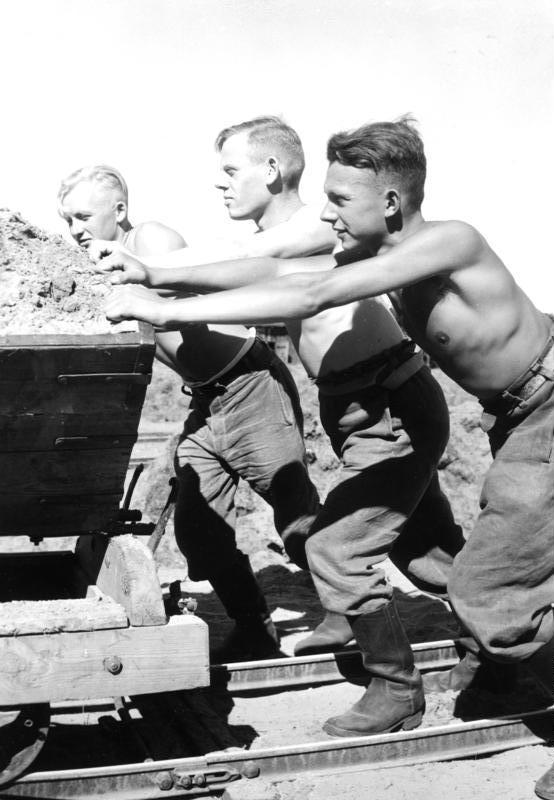
国家労働奉仕団 (1936年)

ヴァイマル共和国当時の青年団体の間では、学生が労働者や農民と一体になって社会奉仕するという「労働キャンプ (Arbeitslager)」の思想が強かった。ナチの「労働奉仕」政策は、このヴァイマル時代の青年たちの間にみられた自主的機運を継承したものにすぎない。「ドイツ義勇団」は1925年シュレージェンに労働者、農民、学生のための労働キャンプをつくった。1925年から1929年にかけてドイツ義勇団は約10のこうした労働キャンプを設け多くの若者たちが最低3週間の間1日4、5時間の割合で肉体労働に従事していた。また、「アルタマーネン」は東部で農耕労働にいそしんでいた。

## 非マルキスト
しかし、このような社会的正義感や社会労働の思想にもかかわらず彼らの多くはマルキストではなかった。1925年、コミュニスト青年たちと議論した折、シェープスたちは正義のために資本主義と闘うというのならなぜ君たちは我々と共に行動しないのかというコミュニスト青年の問いに対して
| 「 | 我々は国民の見方でもある。ドイツという言葉は君たちの念頭にない。血をみる階級闘争を伴うことのないナショナルなソーシャリズムが我々の目標値だ | 」 |

と答えた。
1932年11月、各青年団体の指導者たちがゾーエストで第5回全国指導者会議を開いたとき、左右の判別がつきにくい青年たちの政治的心情について出席者の一人は言った
| 「 | 発言者は一方的な徹底的＝私経済的資本主義を非難し、一方的なリベラリズムを否定するという点で皆一致していた。 他方、各派の若い指導者層における国家活動限界の意識の強烈さは驚くべきものがあった。 ここに芽生えているのは、自由主義と資本主義時代の思考からすでにはるかに遠ざかり、しかもファシスト体制にもボルシェヴィズム体制にも適合しない国・国家・民族である | 」 |

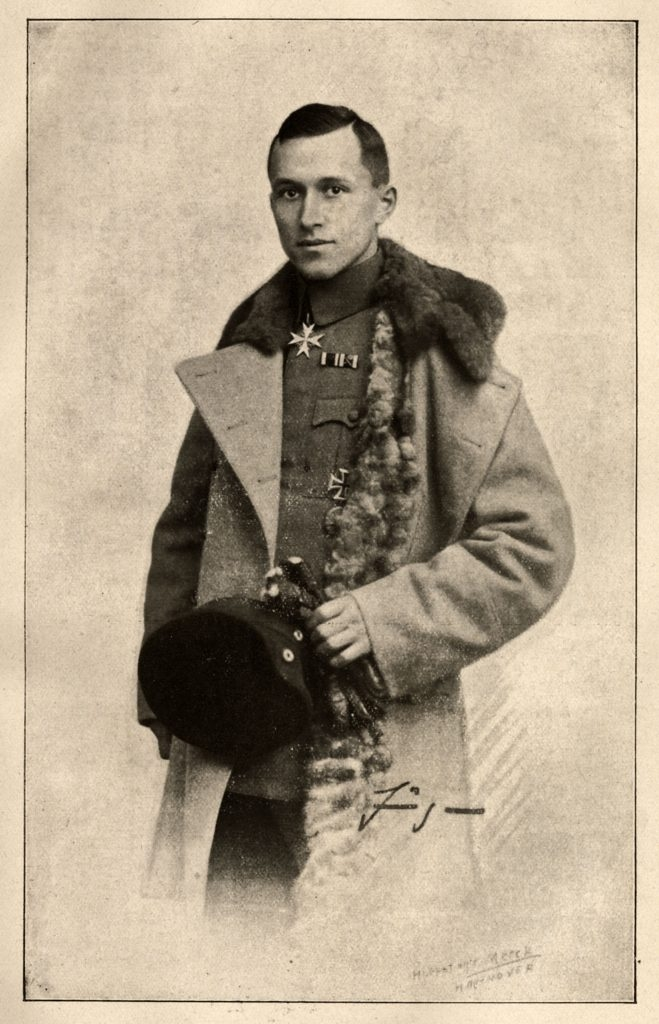
過激なナショナリズムの思想的参謀と目されていたエルンスト・ユンガー

資本主義にもマルクス主義にも飽き足りぬ彼らの間で「保守革命」の第三の道を目指すメラー (Arthur Moeller van den Bruck) やシュペングラーやユンガーが広く愛読されたのは理由のないことではない。1920年代多くの芸術家や思想家たちが新しい様式を求めて苦闘したように、新しい生活感情に目覚めた青年たちもまた新しい国を模索するホフマンスタールのいわゆる「探求者 (Suchenden)」であった。

## 青年の国
彼らの求める国がヴァイマル共和国になかったのは言うまでもない。有機体的結束の理念の上に立つブントの思想は諸政党の機械的寄せ集めにすぎないヴァイマル体制とは一致しなかったし、貴族的エートスはヴァイマルの大衆政治と一致しなかった。また、彼らの禁欲性や大地に生きる姿勢は、ヴァイマル共和国を代表するベルリンの享楽性や大地から離れた大都市文明とも一致しなかった。
「ドイツ鷹団 (Deutsche Falkenschaft)」は腐敗した文明を呪う
| 「 | 汝は、森のドイツのなかに汝の心の古里を求めるべきである！ 我々は大都市の衰弱を否定する。なぜならアスファルトにおいてはドイツの本性が消え失せ、我らの祖国を気狂病院に化す痙攣そのもののリズムとテンポが人間に強制されるからである。 森に陶酔し、天上の星を眺めるときにのみドイツの魂は育成される。土塊から立ち込めるもやはこれを培う。その古里は常に森のドイツである | 」 |

。
こうした戦後の青年運動は多くの違いにもかかわらず、やはりフィッシャーの伝統継承者であった。